# Fulham Women Football Club
Il Fulham Women Football Club, precedentemente denominato Fulham Ladies Football Club, fu una squadra di calcio femminile inglese con sede nell'omonimo quartiere londinese del borough di Hammersmith e Fulham, associata al Fulham Football Club. La squadra venne dissolta una prima volta nel maggio 2006, per essere in seguito reintrodotta come entità sociale distinta dallo storico club maschile fino alla sua nuova dissoluzione, nel giugno 2010, quando gli sponsor si ritirarono a seguito della doppia retrocessione consecutiva.
Benché il Fulham FC abbia reintrodotto una sua sezione femminile nel 2014, che si presenta quindi come parte integrante del club riproponendo simboli e colori sociali, questa ha preso la denominazione Fulham Football Club Foundation Ladies acquisendo e rinominando il precedente Westfield Ladies Football Club.

## Palmarès

### Competizioni nazionali
- FA Women's Premier League National Division: 1

2002-2003
- FA Women's Premier League Southern Division: 2

2001-2002, 2007-2008
- FA Women's Cup: 3

1985 (come Friends of Fulham), 2002, 2003
- FA Women's Premier League Cup: 2

2002, 2003
- FA Women's Community Shield: 2

2002, 2003

### Competizioni regionali
- London County Cup: 1

2002-2003

### Altri piazzamenti
- FA Women's Cup:

Finalista: 2001

## Statistiche

### Risultati nelle competizioni UEFA
| Stagione | Competizione     | Fase                         | Avversario          | Risultato | Risultato | Risultato |
| Stagione | Competizione     | Fase                         | Avversario          | andata    | ritorno   | aggregato |
| -------- | ---------------- | ---------------------------- | ------------------- | --------- | --------- | --------- |
| 2003-04  | UEFA Women's Cup | fase a gironi, secondo turno | KÍ Klaksvík         | 8-0       | 8-0       | 8-0       |
| 2003-04  | UEFA Women's Cup | fase a gironi, secondo turno | FC Codru Anenii Noi | 9-1       | 9-1       | 9-1       |
| 2003-04  | UEFA Women's Cup | fase a gironi, secondo turno | Ter Leede           | 3-1       | 3-1       | 3-1       |
| 2003-04  | UEFA Women's Cup | quarti di finale             | 1. FFC Francoforte  | 1-3       | 1-4       | 2-7       |